# 4t Festival Internacional de Cinema de Moscou
El 4t Festival Internacional de Cinema de Moscou es va celebrar entre el 5 i el 20 de juliol de 1965. El Gran Premi fou atorgat ex aequo a la pel·lícula soviètica Voïna i mir dirigida per Serguei Bondartxuk i la pel·lícula hongaresa Húsz óra dirigit per Zoltán Fábri.

## Jurat
- Serguei Geràssimov (URSS - President)
- Veljko Bulajić (Iugoslàvia)
- Zoltán Várkonyi (Hongria)
- Marina Vlady (França)
- Mircea Drăgan (Romania)
- Raj Kapoor (Índia)
- Grigori Kozintsev (URSS)
- Jiří Marek (Txecoslovàquia)
- Czesław Petelski (Polònia)
- Kiyohiko Ushihara (Japó)
- Leonardo Fioravanti (Itàlia)
- Fred Zinnemann (USA)
- Kamil Iarmàtov (URSS)

## Pel·lícules en competició
Les següents pel·lícules foren seleccionades per la competició:
| Títol original                     | Director(s)                                                                       | País de producció                     |
| ---------------------------------- | --------------------------------------------------------------------------------- | ------------------------------------- |
| Acteón                             | Jordi Grau i Solà                                                                 | Espanya                               |
| De-aș fi... Harap Alb              | Ion Popescu-Gopo                                                                  | Romania                               |
| The Great Race                     | Blake Edwards                                                                     | Estats Units                          |
| Matrimonio all'italiana            | Vittorio De Sica                                                                  | Itàlia, França                        |
| Voïna i mir                        | Serguei Bondartxuk                                                                | Unió Soviètica                        |
| Húsz óra                           | Zoltán Fábri                                                                      | Hongria                               |
| Tine                               | Knud Leif Thomsen                                                                 | Dinamarca                             |
| Darling                            | John Schlesinger                                                                  | Regne Unit                            |
| Dosti                              | Satyen Bose                                                                       | Índia                                 |
| Friendship is Friendship           | Dejidiin Jigjid                                                                   | Mongòlia                              |
| Tarid el firdaos طريد الفردوس      | Fatin Abdel Wahab                                                                 | Egipte                                |
| Aşk ve Kin                         | Turgut Demirağ                                                                    | Turquia                               |
| Mitt hem är Copacabana             | Arne Sucksdorff                                                                   | Suècia                                |
| Người Chiến Sĩ Trẻ                 | Hải Ninh, Nguyễn Đức Hinh                                                         | Vietnam del Nord                      |
| O neoi theloun na zisoun           | Nikos Tzimas                                                                      | Grècia                                |
| Le ciel sur la tête                | Yves Ciampi                                                                       | França, Itàlia                        |
| No Man's Land                      | A. Suravijaya                                                                     | Indonèsia                             |
| Un día en el solar                 | Eduardo Manet                                                                     | Cuba                                  |
| Le soldatesse                      | Valerio Zurlini                                                                   | Itàlia, Iugoslàvia, França, RFA       |
| Otets soldata                      | Rezo Chkheidze                                                                    | Unió Soviètica                        |
| Atentát                            | Jiří Sequens                                                                      | Txecoslovàquia                        |
| La cage de verre/Ha-kluv hazehuhit | Philippe Arthuys                                                                  | França, Israel                        |
| Die Abenteuer des Werner Holt      | Joachim Kunert                                                                    | RDA                                   |
| Prometej s otoka Visevice          | Vatroslav Mimica                                                                  | Iugoslàvia                            |
| Le corniaud                        | Gérard Oury                                                                       | França                                |
| Vula                               | Nikola Korabov                                                                    | Bulgària                              |
| Te o tsunagu kora                  | Susumu Hani                                                                       | Japó                                  |
| La pérgola de las flores           | Román Viñoly Barreto                                                              | Argentina, Espanya                    |
| Onnelliset leikit                  | Aito Mäkinen, Esko Elstelä                                                        | Finlàndia                             |
| Trzy kroki po ziemi                | Jerzy Hoffman, Edward Skórzewski                                                  | Polònia                               |
| Al-salam al-walid                  | Jacques Charby                                                                    | Algèria                               |
| Onkel Toms Hütte                   | Géza von Radványi                                                                 | RFA, França, Itàlia, Iugoslàvia       |
| 4x4                                | Palle Kjærulff-Schmidt, Klaus Rifbjerg, Rolf Clemens, Maunu Kurkvaara, Jan Troell | Dinamarca, Noruega, Finlàndia, Suècia |
| Sturm am Wilden Kaiser             | Eduard von Borsody                                                                | Àustria                               |

## Premis
- Gran Premi:
  - Voïna i mir i Sergei Bondarchuk
  - Húsz óra i Zoltán Fábri
- Premis d'Or:
  - Le Ciel sur la tête de Yves Ciampi
  - Atentát de Jiří Sequens
- Premi Especial de Plata: Le soldatesse de Valerio Zurlini
- Premis de Plata:
  - Trzy kroki po ziemi de Jerzy Hoffman i Edward Skórzewski
  - The Great Race de Blake Edwards
- Premis:
  - Millor Actor: Sergo Zakariadze per Otets soldata
  - Millor Actriu: Sophia Loren per Matrimonio all'italiana
  - Millor Director: Ion Popescu-Gopo per De-aș fi... Harap Alb
  - Director de fotografia: Tomislav Pinter per Prometej s otoka Visevice
  - Al-salam al-walid de Jacques Charby
  - Die Abenteuer des Werner Holt de Joachim Kunert
  - Vula de Nikola Korabov
- Diplomes Especials:
  - Director: Susumu Hani per Children Hand in Hand
  - Director: Vatroslav Mimica per Prometej s otoka Visevice
  - Actor: Bourvil per Le corniaud
  - 4x4 de Palle Kjærulff-Schmidt, Klaus Rifbjerg, Rolf Clemens, Maunu Kurkvaara, Jan Troell
- Diplomes:
  - Actriu: Ludmila Savelyeva per Voïna i mir
  - Actriu: Julie Christie per Darling
- Premi FIPRESCI:
  - Húsz óra de Zoltán Fábri
  - Dvoye de Mikhail Bogin